# Ágave

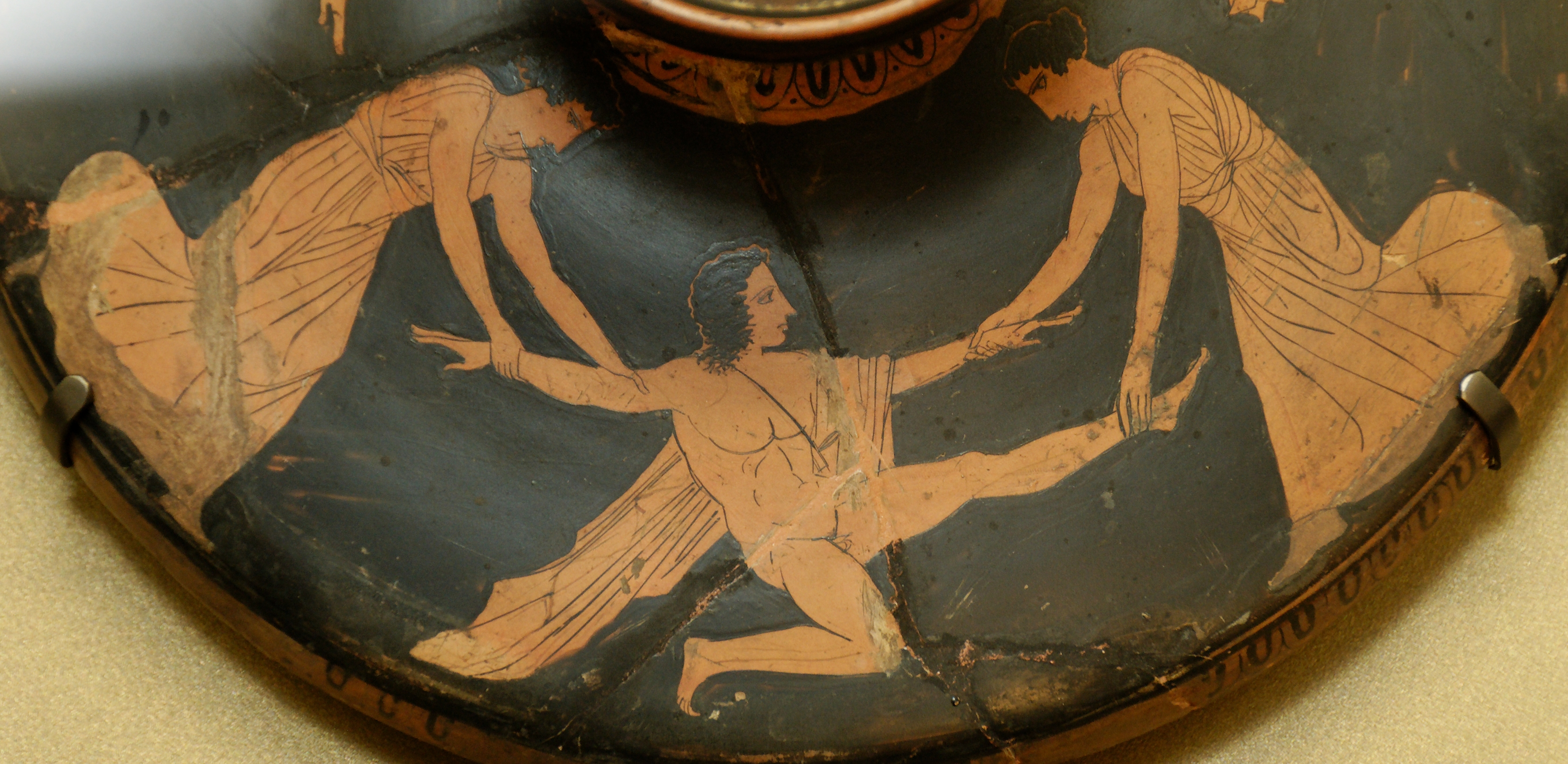
Penteo siendo descuartizado por Ágave e Ino. Tapa de una lecánide ática de figuras rojas, ca. 450 – 425 a. C.

En la mitología griega, Ágave (en griego antiguo Άγαυή, ‘ilustre’) era la hija de Cadmo, el rey fundador de la ciudad griega de Tebas, y de la diosa Harmonía. Sus hermanas eran Autónoe, Ino y Sémele. Se casó con Equión, uno de los cinco espartos, y fue madre de Penteo, un rey de Tebas. También tuvo una hija, Epiro.  Era una ménade o seguidora del dios Dioniso (Baco en la mitología romana).
En la obra de Eurípides Las bacantes, Penteo no reconoce la divinidad de Dioniso y prohíbe su culto. El propio Dioniso, que es primo de Penteo, lo atrae a un bosque en el que será descuartizado por las ménades tebanas, entre las que están la propia hermana de Ágave, Ino, y la madre de Penteo: Ágave.
En otra versión de la historia, Sémele, estando embarazada de Dioniso, fue destruida al ver el esplendor de Zeus. Sus hermanas difundieron la historia de que solo había intentado ocultar su culpa, al pretender que Zeus era el padre de su hijo, y que su destrucción fue un justo castigo por su falsedad. Esta calumnia sería más tarde severamente vengada sobre Ágave, pues después de que Dioniso hubiera cruzado el mundo, llegó a Tebas y obligó a las mujeres a celebrar sus fiestas dionisíacas en el monte Citerón. Penteo, deseando evitar o detener estos rituales, fue en persona al Citerón, pero allí fue descuartizado por su propia madre Ágave, quien en su frenesí creyó que era una bestia salvaje.
Por estas transgresiones, según Higino, Ágave se exilió de Tebas y huyó a Iliria, donde se casó con el rey Licoterses, a quien luego mató para lograr la ciudad para su padre Cadmo. Este relato, sin embargo, fue claramente traspuesto por Higino, y debe haber pertenecido a una parte anterior de la historia de Ágave.
El personaje de Ágave aparece varias veces en las Dionisíacas, de Nono de Panópolis.